# Пихоя, Рудольф Германович
Рудо́льф Ге́рманович Пихо́я (род. 27 января 1947, Полевской, Свердловская область, РСФСР, СССР) — советский и российский историк. Доктор исторических наук (1987), профессор (1989), заслуженный деятель науки Российской Федерации (2004). Главный государственный архивист России (1992—1996).

## Биография
Окончил исторический факультет Уральского государственного университета (1968). В 1969—1971 годах учился в аспирантуре Уральского университета, где затем в 1971—1981 годах преподавал на кафедре истории СССР досоветского периода. В 1974 году защитил кандидатскую диссертацию «Церковь в Древней Руси XI — 1-й пол. XIII в. (Древнерусское покаянное право как исторический источник)», в 1987 году — докторскую диссертацию «Общественно-политическая мысль трудящихся Урала в XVIII в.».
Научная деятельность в «уральский период» была связана с изучением древнерусской книжной культуры. С 1974 года исторический факультет УрГУ начинает регулярно проводить археографические экспедиции под руководством Р. Пихои. Здесь была создана научная лаборатория археографических исследований; по его же инициативе в 1980 году в УрГУ был создан музей книги. В это время Свердловск наряду с Москвой, Ленинградом и Новосибирском стал четвёртым крупнейшим в стране центром по изучению древнерусской книжно-рукописной традиции. На базе лаборатории было подготовлено и защищено 15 кандидатских и 2 докторских диссертации. Логическим развитием деятельности по изучению древнерусской книжности стало создание при университете Института русской культуры (официально Институт учреждён в 1992 году).
В 1981 году перешёл в отдел истории Института экономики УрО АН СССР на должность старшего научного сотрудника. В 1986 вернулся в университет и был назначен заведующим кафедрой истории СССР досоветского периода. В 1988 году, оставаясь заведующим кафедрой, был назначен проректором по учебной работе, а затем — первым проректором УрГУ. В 1989 получил учёное звание профессора.
В 1990 году переехал в Москву, где был назначен на должность председателя Комитета по делам архивов при Совете министров РСФСР. В 1990—1996 годах — руководитель Государственной архивной службы России — Главный государственный архивист России; с 22 сентября 1994 года — член Комиссии по рассекречиванию документов. С 1996 года — вице-президент международного фонда «Демократия». С 1997 года — заведующий кафедрой истории российской государственности и общественно-философской мысли Российской академии государственной службы (РАГС) при Президенте России (бывшая Академия общественных наук при ЦК КПСС). Член экспертного совета ВАК РФ по истории (2006—2015).
В качестве главного государственного архивиста участвовал в поисках и представлении общественности документов, на основании которых были изданы указы о реабилитации многих групп репрессированных.
В 1993—1994 годах в качестве главного государственного архивиста руководил передачей документов (около 1 млн единиц хранения) Особого архива во Францию. Французской стороне были переданы ценнейшие фонды Сюртэ насьональ, 2-го Бюро французского Генштаба, родовой архив Ротшильдов и другие. Указанные документы, захваченные Красной армией в качестве трофеев в освобождённых странах в конце Великой Отечественной войны, российским исследователям доступны не были.

## Семья
Супруга — Людмила Григорьевна Пихоя (род. 1946), кандидат исторических наук, старший референт, советник президента РФ (до 1999), ныне Начальник отдела государственного строительства Аналитического управления Совета Федерации ФС России.
Сын — Герман (род. 1970) — бывший генеральный директор компании «Полюс Золото».

## Награды
- Командор ордена Заслуг перед Республикой Польша (Польша, 7 апреля 2011 года)[4].
- Офицер ордена Заслуг перед Республикой Польша (Польша, 3 апреля 2003 года)[5].
- Заслуженный деятель науки Российской Федерации (2004).

## Основные работы
Книги
- История Урала. Т. 1. М., 1986 (в соавт.);
- Пихоя Р. Г. Общественно-политическая мысль трудящихся Урала (конец XVII—XVIII вв.). — Свердловск: Средне-Уральское книжное издательство, 1987. — 272 с.
- Книги старого Урала. Свердловск, 1987 (в соавт.);
- Лубянка. ВЧК, ОГПУ, НКВД, МГБ, МВД, КГБ. М., 1997 (гл. ред.);
- Пихоя Р. Г. Советский Союз: история власти, 1945—1991. — М.: РАГС, 1998. — 734 с. — ISBN 5-7729-0025-0.
  - Пихоя Р. Г. Советский Союз: история власти, 1945—1991. — [2. изд., испр. и доп.] — Новосибирск: Сибирский хронограф, 2000. — 678 с. — ISBN 5-87550-105-7.
  - Пихоя Р. Г. Москва. Кремль. Власть. 40 лет после войны. 1945—1985. — Русь-Олимп, Астрель, АСТ, 2007. — 720 с. — (Новейшая история. Особый взгляд). — 5000 экз. — ISBN 5-17-040859-5.
    - Москва. Кремль. Власть. Две истории одной страны. Россия на изломе тысячелетий. 1985—2005. — Русь-Олимп, Астрель, АСТ, 2007. — 560 с. — (Новейшая история. Особый взгляд). — 4000 экз. — ISBN 5-17-041086-7.
    - Pikhoia Rudolf G. URSS : Histoire du pouvoir 1945—1981. Vol. 1 : Quarante ans d’après-guerre. Vol. 2 : Le retour de l’aigle bicéphale. Traduit du russe par Benoît Gascon. — Longueil, Québec: Les éditions Kéruss, 2007—2008. — 750 + 514 p. — ISBN 9782923615233 (2923615239).

  - Sulian zheng quan shi (1945—1991) / Lu Ge Pihuoya zhu; Xu Jindong deng yi. 苏联政权史 (1945—1991) / 鲁•格•皮霍亚著; 徐锦栋等译. Běijīng, 2006. — 883 p. — ISBN 7-5060-2389-X.
  - Pichoja Rudolf G. Historia władzy w Związku Radzieckim 1945—1991. — Warszawa: Wydawnictwo Naukowe PWN, 2011. — 848 S. — ISBN 978-83-01-16721-9.
  - Пихоя Р. Г. СССР. История Великой Империи. Под знаком Сталина. — Русь-Олимп, Питер, 2009. — 256 с. — (СССР. История великой империи). — 3500 экз. — ISBN 978-5-9648-0245-7[6].
  - Пихоя Р. Г. Москва. Кремль Власть. 1945—2005. Том 1. 1945—1964. — М.: Новый хронограф, 2009. — 456 с. — ISBN 978-5-94881-091-1[7].
    - Том 2. 1964—1985. — М.: Новый хронограф, 2009. — 220 с. — ISBN 978-5-94881-092-8[8].
    - Том 3. 1985—2007. — М.: Новый хронограф, 2009. — 495 с. — ISBN 978-5-94881- 093-5[9].
- Катынь. Пленники необъявленной войны. Документы и материалы / Под редакцией Р. Г. Пихои, А. Гейштора. Составители: Н. С. Лебедева, Н. А. Петросова, Б. Вощинский, В. Матерский. — М.: Международный фонд «Демократия», 1999. — 608 с. — ISBN 5-89511-002-9.
  - Katyń. Dokumenty zbrodni. T.1, Jeńcy niewypowiedzianej wojny VIII 1939 — III 1940 / red. A. Gieysztor, R.G. Pichoja. — Warszawa: Wydawnictwo «TRIO», 1995. — 548 S. — ISBN 83-85660-24-0.
- Пихоя Р. Г. История государственного управления в России: Учебник. — РАГС, 2009. — 440 с. — (Теория государства и права). — 10 000 экз. — ISBN 978-5-7729-0356-8.
- Пихоя Р. Г., Соколов А. К. История современной России. Кризис коммунистической власти в СССР и рождение новой России. Конец 1970-х — 1991 гг. — Российская политическая энциклопедия, Фонд Первого Президента России Б. Н. Ельцина, 2008. — 440 с. — 2000 экз. — ISBN 978-5-8243-1070-2.
- Пихоя Р. Г. Президент Российской Федерации Борис Николаевич Ельцин. — М.: ИД Комсомольская правда, 2015. — 96 с. — (Правители России). — ISBN 978-5-87107-934-8.
- Пихоя Р. Г. Записки археографа. — М.: Университет Дмитрия Пожарского, 2016. — 476 с. — ISBN 978-5-91244-171-4.
- Пихойя Р. Г. СССР: от великой победы к распаду страны // Всеобщая история. В 6 томах / Институт всеобщей истории РАН, отв. ред. А. О. Чубарьян. — М.: Наука. — Т. 6: Мир в XX веке. Эпоха глобальных трансформаций. Кн. 2. — С. 163—253. — 642 с. — ISBN 978-5-02-040060-3.

Статьи
- Археографические экспедиции Уральского университета в 1974—1976 гг. // Труды Отдела древнерусской литературы. Л., 1979. Т. 34;
- Конституционно-политический кризис в России 1993 г.: хроника событий и комментарий историка // Отечественная история. 2002. № 4-5.